# Huppé de Soultz
Le huppé de Soultz est une race de pigeon domestique originaire d'Alsace. Elle est classée dans la catégorie des pigeons de forme.

## Histoire
Le huppé de Soultz a été sélectionné au tout début du XIXe siècle en Alsace, particulièrement dans le Nord du Bas-Rhin aux environs de Soultz-sous-Forêts, près de Wissembourg et d'Haguenau. Il était élevé pour sa chair et ses qualités ornementales. 

## Description

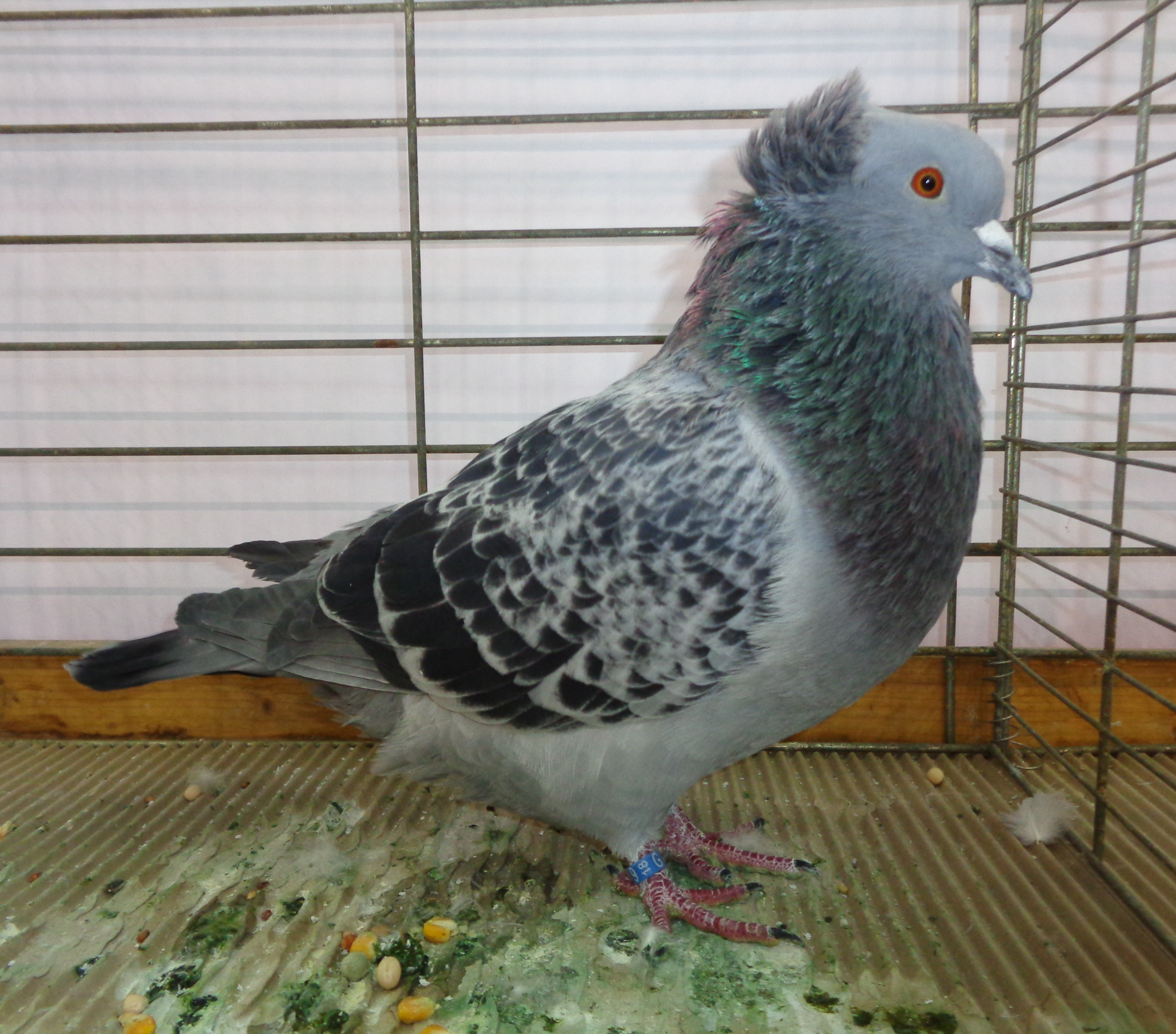
Huppé de Soultz bleu écaillé

Ce gros pigeon d'aspect fier présente une allure robuste ; il mesure de la pointe du bec à l'extrémité de la queue de 39 à 42 centimètres et jusqu'à 750 grammes pour le mâle et 650 grammes pour la pigeonne. Sa tête est grande et longue au front arrondi sur un cou puissant. Son dos est large et incliné vers l'arrière. Son bec est long et grêle. La principale caractéristique de cette race est sa coquille de plumes, arrondie derrière la tête et se terminant par des rosettes de chaque côté. Le sommet de la coquille dépasse la tête de 8 à 12 millimètres.

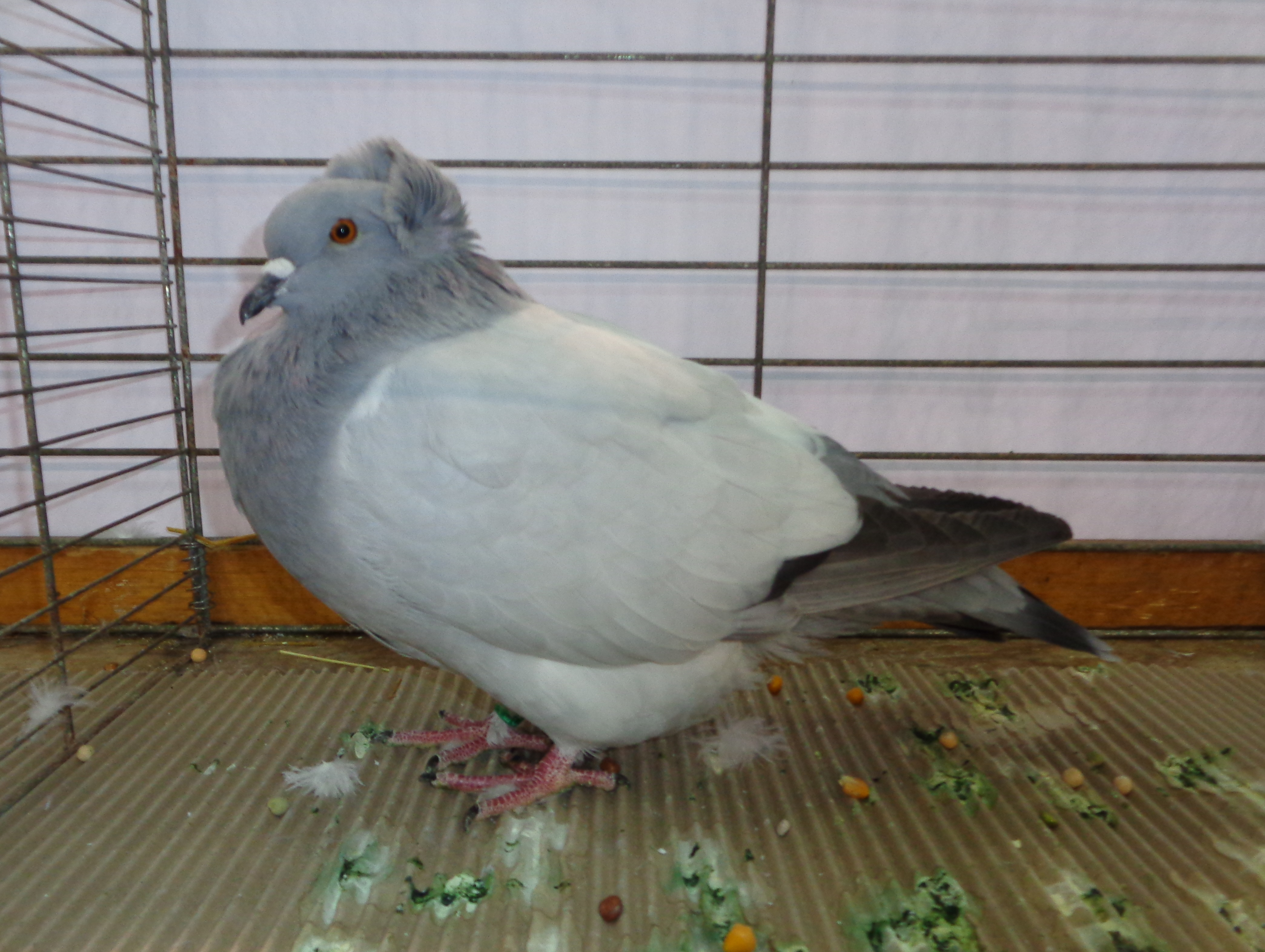
Huppé de Soultz bleu sans barres

Le  huppé de Soultz existe en plusieurs variétés de coloris : bleu (bleu pastel avec des reflets verts sur la tête et le cou et plus foncé sur le cou, la poitrine et la tête), rouge cendré, jaune cendré, arlequin. Il existe trois dessins : manteau uni, manteau barré et manteau écaillé.

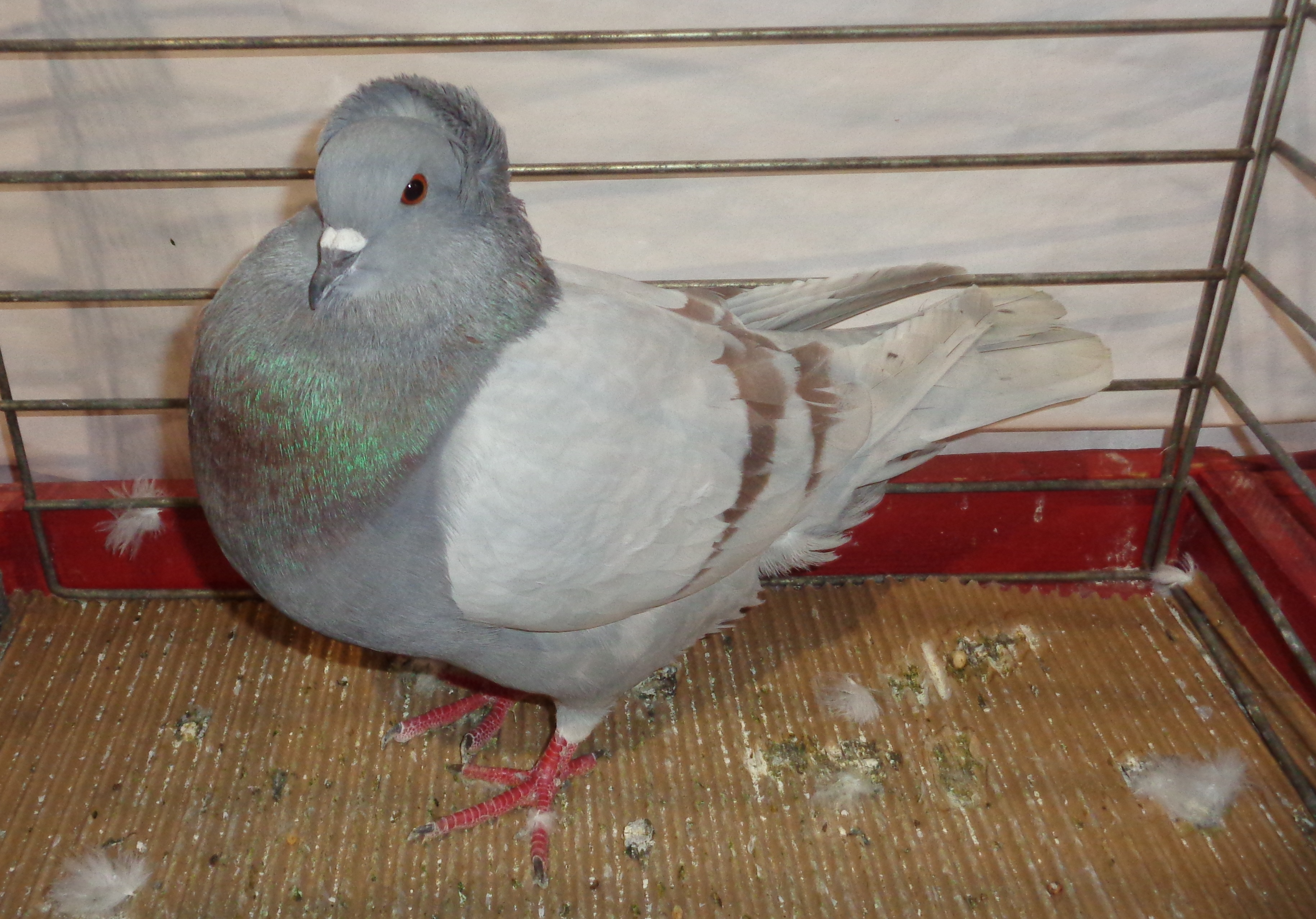
Pigeon huppé de Soultz rouge cendré barré
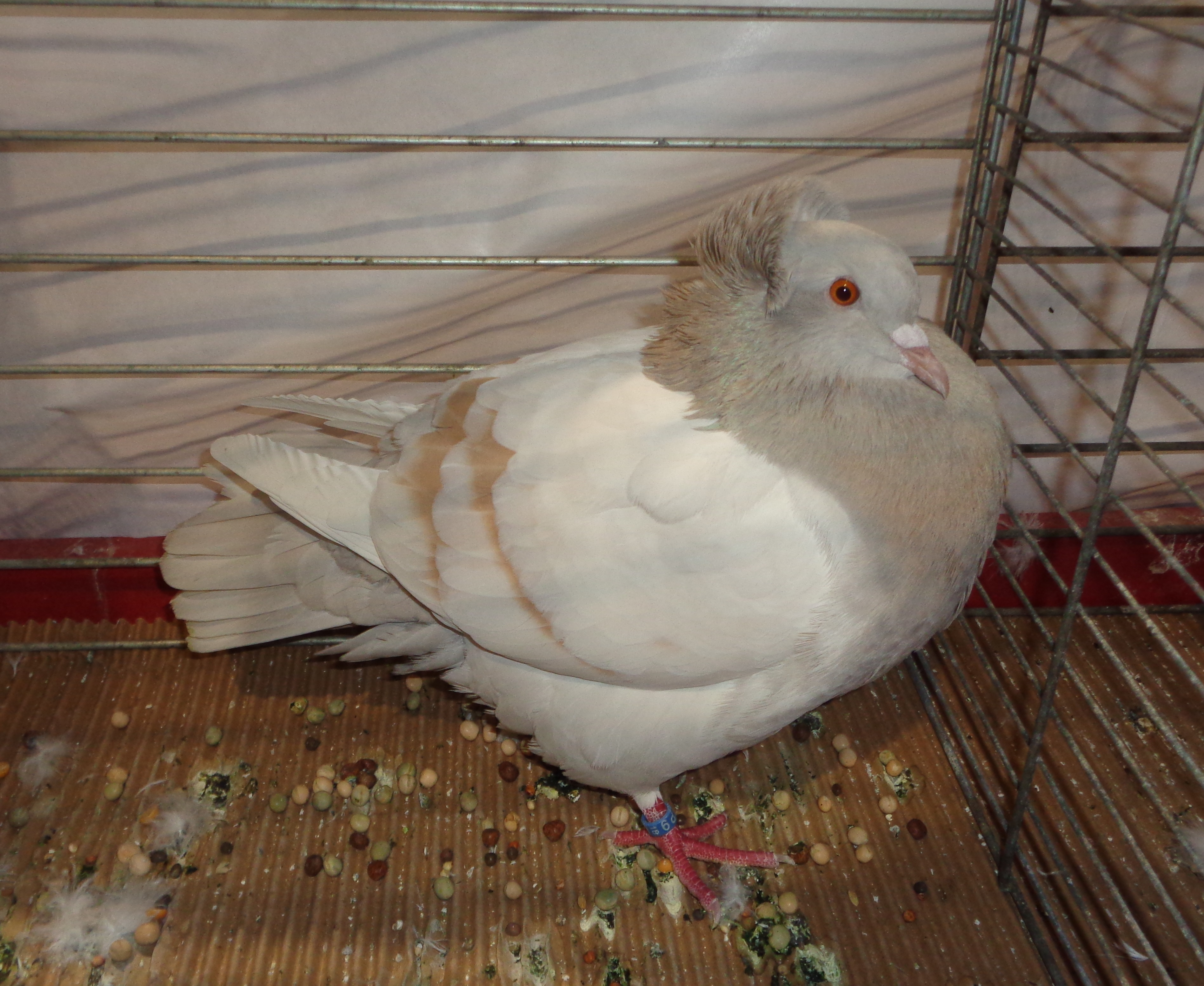
Pigeon huppé de Soultz jaune cendré barré
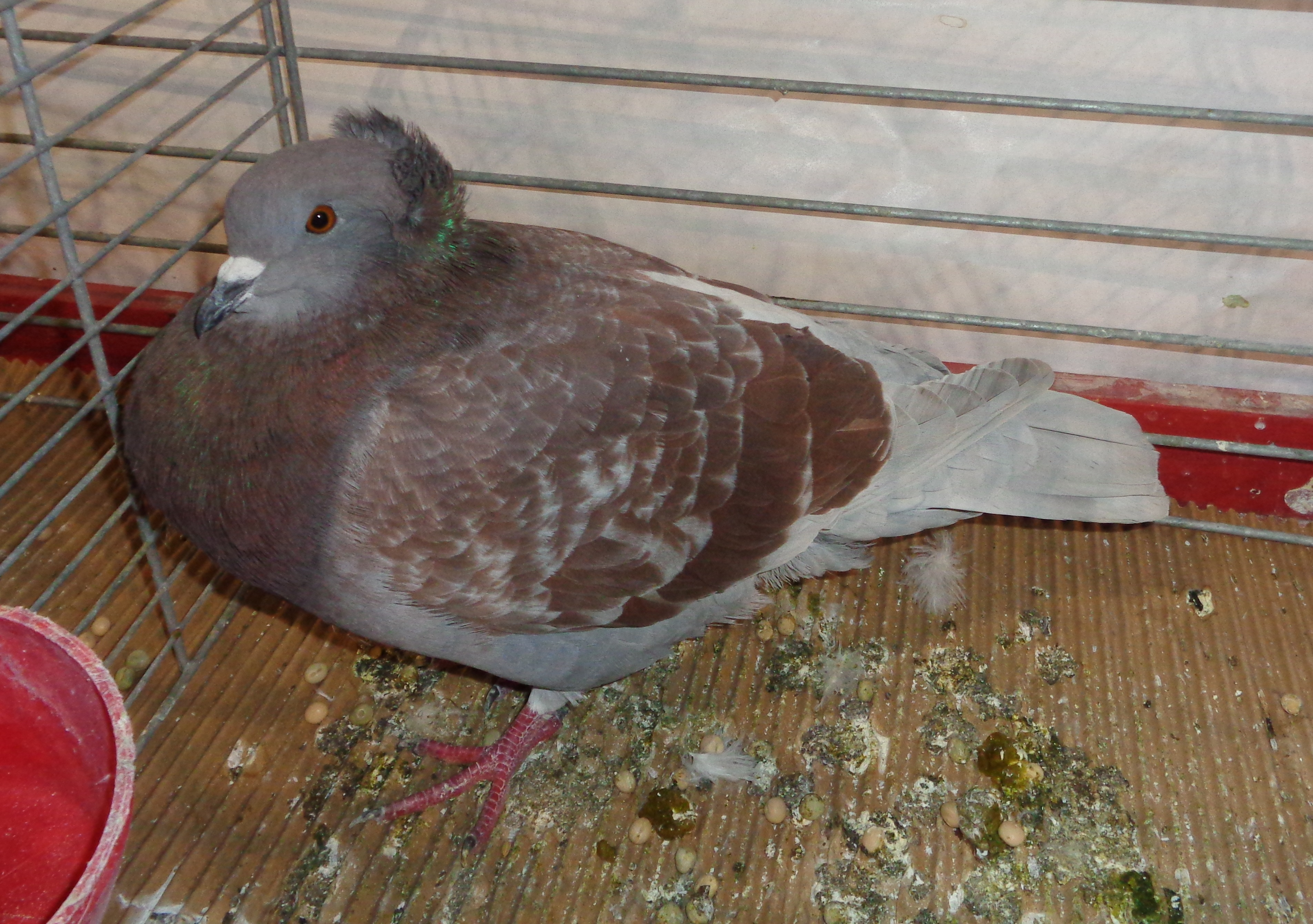
Pigeon huppé de Soultz rouge cendré écaillé